# Andy Cappelle
Andy Cappelle es un ciclista profesional belga. Nació en Ostende (Provincia de Flandes Occidental), el 30 de abril de 1979.
Debutó como profesional 2001 y ha competido por varios equipos. El de mayor renombre, el QuickStep en 2011. Pasó sus dos últimos años en el Accent Jobs-Wanty y a finales de 2013 anunció su retirada.[cita requerida]

## Palmarés
2007
- Sparkassen Giro Bochum
- 1 etapa del Regio-Tour

2010
- 1 etapa del Rhône-Alpes Isère Tour
- Polynormande

## Equipos
- Saint-Quentin-Oktos (2001)
- Marlux (2002-2003)
- Chocolade Jacques (2004)
- Landbouwkrediet (2006-2008)
- Palmans-Cras (2009)
- Veranda's Willems (2010)
- QuickStep[1] (2011)
- Accent Jobs (2012-2013)
  - Accent Jobs-Willems Veranda's (2012)
  - Accent Jobs-Wanty (2013)